# Kasprowy Stawek
Kasprowy Stawek – niewielkie jeziorko w Dolinie Kasprowej w polskich Tatrach Zachodnich. Znajduje się w zagłębieniu wału morenowego oddzielającego dolne części dwóch odnóg Doliny Kasprowej: Doliny Suchej Kasprowej i doliny Stare Szałasiska. Położony jest po zachodniej stronie tego wału, a więc przynależy do Doliny Suchej Kasprowej. Znajduje się na wschód od Myślenickich Turni, oddzielony od nich dużymi i bardzo głębokimi lejami.
Zasilany jest podziemnymi dopływami, również odpływ ma podziemny. Ma owalny kształt. Wielka encyklopedia tatrzańska podaje jego rozmiary: 18 × 13 m i głębokość 1 m, ale jego wielkość i głębokość ulegają dużym zmianom. Przy niskim stanie wód czasami całkowicie zanika, natomiast przy wysokim stanie wód tworzy się obok niego drugi, mniejszy stawek. Np. w maju 2006 r. Kasprowy Stawek miał rozmiary 40 × 13 m i głębokość 1,5 m, ale w październiku tego samego roku wysechł całkowicie.
Znajduje się w lesie i ulega zarastaniu. Znany był pasterzom już od dawna, dawniej bowiem Dolina Kasprowa była wypasana (należała do Hali Kasprowej), ale w literaturze po raz pierwszy opisany został dopiero w 1933 r. przez Stefana Zwolińskiego.